# Prestavlky
Prestavlky és un poble i municipi d'Eslovàquia. Es troba a la regió de Banská Bystrica. La primera menció escrita de la vila es remunta al 1283.

## Demografia
| Godina             | 1994 | 2004   | 2014   | 2024   |
| ------------------ | ---- | ------ | ------ | ------ |
| Nombre de persones | 699  | 670    | 668    | 670    |
| Diferència         |      | −4,14% | −0,29% | +0,29% |

| Godina             | 2023 | 2024   |
| ------------------ | ---- | ------ |
| Nombre de persones | 685  | 670    |
| Diferència         |      | −2,18% |